# Sphecodes borealis
Sphecodes borealis är en biart som beskrevs av Cockerell 1937. Sphecodes borealis ingår i släktet blodbin, och familjen vägbin. Inga underarter finns listade i Catalogue of Life.